# Flugplatz Johannisthal

i7
i11
i13

Lage der aktiven und ehemaligen Berliner Flughäfen

Der Flugplatz Johannisthal war ein Flugplatz in Berlin. Er wurde im September 1909 als zweiter unternehmerisch geführter Flugplatz und als zweiter Motorflugplatz in Deutschland eröffnet, nach dem August-Euler-Flugplatz in Darmstadt. Wegen seiner Lage zwischen den Berliner Vororten Johannisthal und Adlershof wurde er damals noch Motorflugplatz Johannisthal-Adlershof genannt. Nachdem die Nutzung für den zivilen Passagierluftverkehr mit der Eröffnung des Zentralflughafens Tempelhof im Jahr 1923 endete und er seit 1952 nicht mehr als öffentlicher Flugplatz genutzt worden war, wurde er 1995 offiziell geschlossen und anschließend umgenutzt (Gewerbe- und Wohnbebauung, Landschaftspark Johannisthal/Adlershof).

## Geschichte

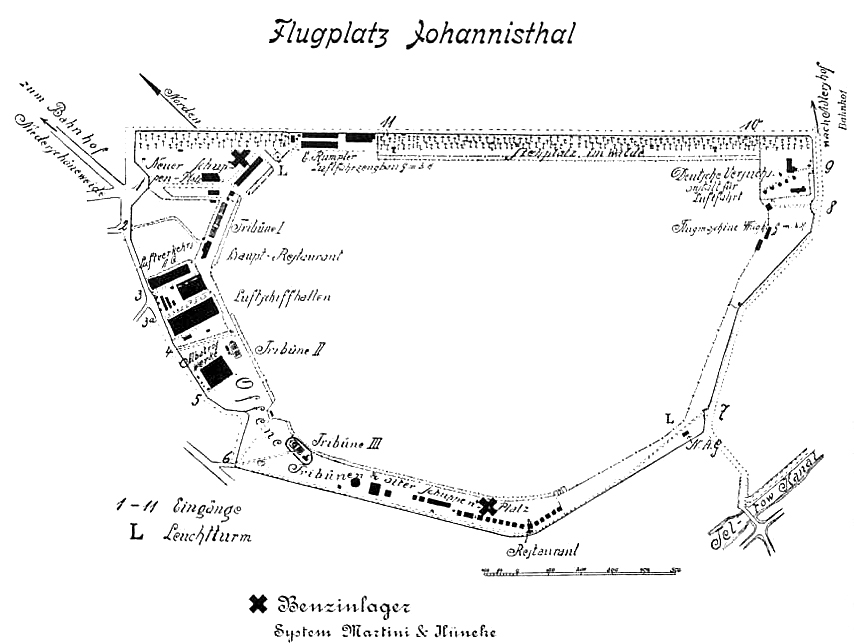
Karte des Flugplatzgeländes (1913, gemäß der Darstellung der E. Rumpler Luftfahrzeugbau GmbH)

### Entstehung des Flugplatzes

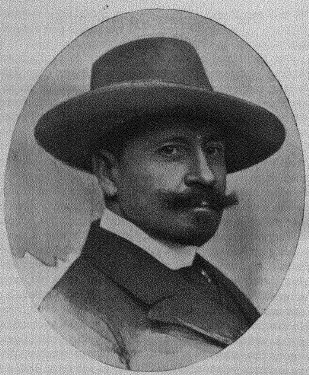
Direktor des Flugplatzes war Major Georg von Tschudi

Der Begriff Flugplatz geht auf Otto Lilienthal zurück, der auf einem künstlichen Hügel, dem Fliegeberg, in Lichterfelde seine ersten Gleitversuche unternahm. Die deutsche Generalität wollte am Exerzierplatz Tempelhof (dem späteren Flughafen) keine Hallen für den Motorflug zulassen, da es dort schon Hallen für Luftschiffe gab. So musste man auf ein Waldstück zwischen Johannisthal und Adlershof ausweichen. Initiiert wurde die Anlage des Platzes von der privaten Deutschen Flugplatz Gesellschaft des Unternehmers Arthur Müller und des Majors Georg von Tschudi, die später in die Flug- und Sportplatz GmbH Berlin-Johannisthal aufging. Deren Geschäftsführer wurde 1910 von Tschudi, selbst Flugpionier, der 1909 als Geschäftsführer der Internationalen Luftschiffahrt-Ausstellung in Frankfurt gewirkt hatte. Der Flugplatz wurde mit einem Konkurrenz-Fliegen am 26. September 1909 in Betrieb genommen.

### Nutzung vor dem Ersten Weltkrieg

Katastrophale Gasentzündung in einer Motorgondel des Zeppelins LZ 18, 1913

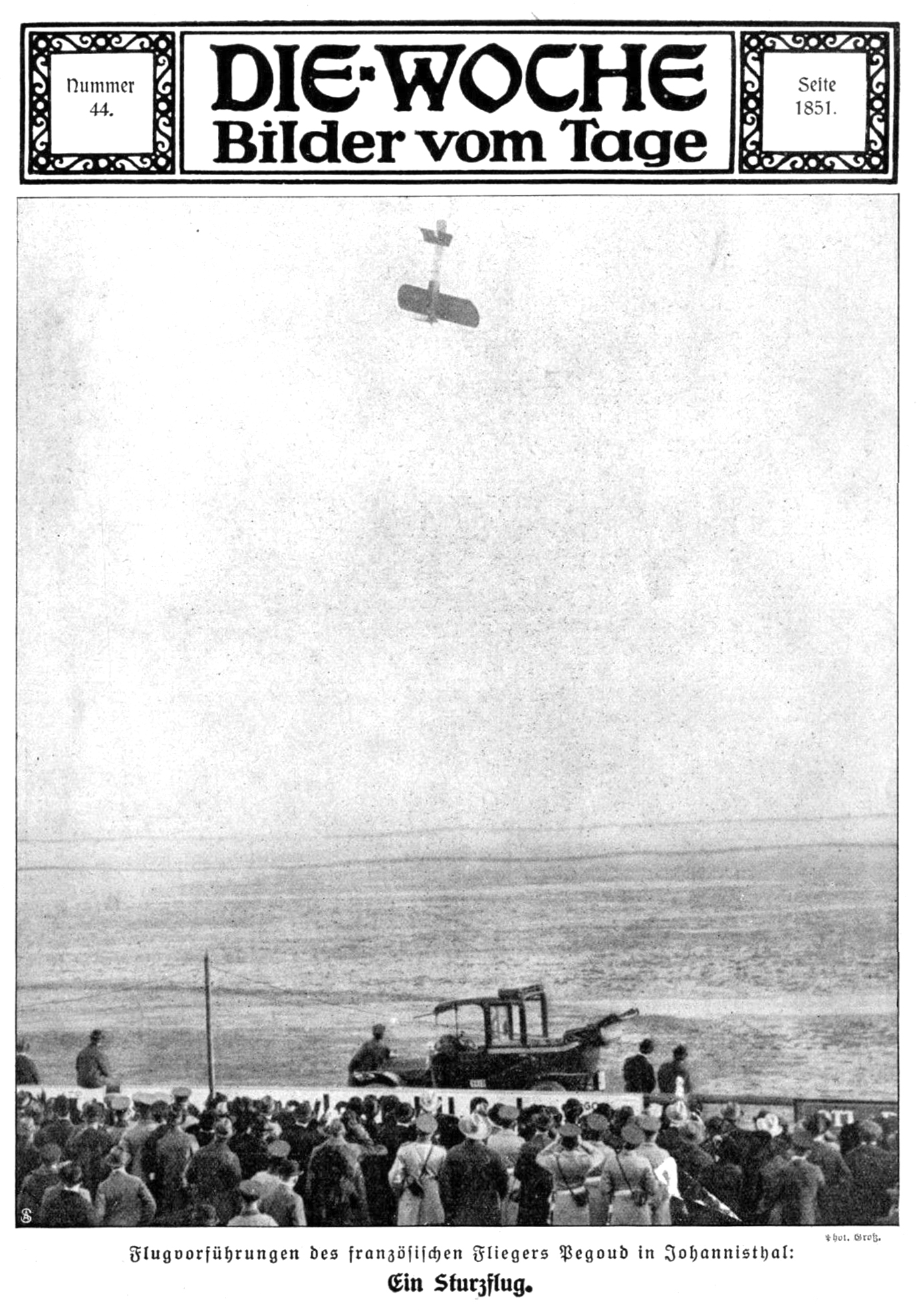
Die Woche berichtet über die Flugvorführungen von Adolphe Pégoud am 25. Oktober 1913 mit einer Bleriot auf dem Flugplatz Berlin-Johannisthal

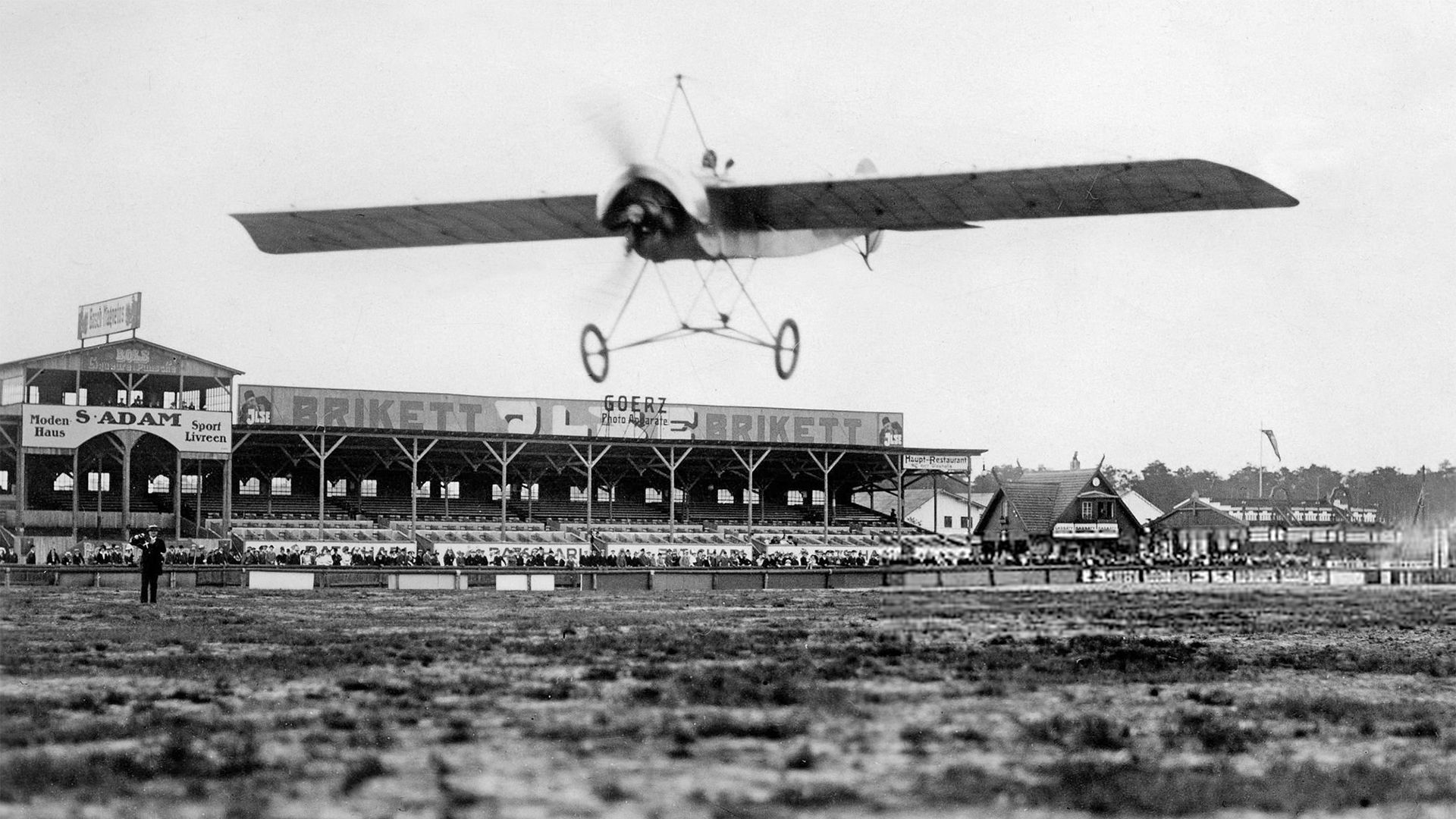
Der östliche Teil der Zuschauertribüne des Flugplatzes im Juni 1914 bei der Flugvorführung einer Fokker M.5 durch Anthony Fokker

Das Gelände umfasste rund zwei Quadratkilometer. Auf ihm befand sich u. a. das Gebäude des Kaiserlichen Aero-Clubs, das im April 1911 „nach amerikanischer Art“ auf Schienen rund 1000 Meter versetzt wurde. Zwischen 1909 und 1911 entstanden für Parseval-Luftschiff und Zeppelin zwei Luftschiffhallen. Allein auf der überdachten Haupttribüne war Platz für rund 2300 Besucher, auf einer weiteren, offenen Tribüne für weitere 1750. Das Gelände war von einem drei bis vier Meter hohen Zaun umgeben, der durch elf Tore unterbrochen war. Trotz ständiger finanzieller Schwierigkeiten wurde der Flugplatz eine internationale Attraktion. Allein zwischen 1911 und 1913 verzehnfachten sich die vom Flugplatz Johannisthal ausgehenden Flugzeiten von 20 auf über 200 Stunden.
Zur Finanzierung des Flugplatzes war man von Anfang an auf die Einnahmen aus dem Besucherbetrieb angewiesen. Ein großes Problem waren daher die vielen Zuschauer, die den Zaun überkletterten, dabei sich und die Flieger in Gefahr brachten, sowie keinen Eintritt bezahlten. Von Tschudi: „In der ersten Zeit trug ich […] einen Browning in der Tasche, später genügte ein Spazierstock als Drohmittel.“ Besonders bedauerte er, dass die meisten Zuschauer kamen, um sich die – oftmals tödlichen – Unfälle anzuschauen und viele von ihnen nach Abstürzen Teile der Flugzeuge als „Souvenir“ mitnahmen.
Im Jahr 1910 wurde eine Pferdebahnstrecke vom rund einen Kilometer entfernten Bahnhof Niederschöneweide-Johannisthal zum Haupteingang gebaut. Der Betrieb bestand nur an Flugtagen und lohnte sich offensichtlich nicht, denn nur zwei Monate später wurde sie wieder stillgelegt. Dies war die letzte Pferdebahn auf dem heutigen Berliner Stadtgebiet.

#### Luftfahrtereignisse
Am 27. September 1909 endete der erste Überlandflug über Deutschland auf dem Platz, als Hubert Latham, der auf dem Tempelhofer Feld mit seinem Antoinette-Eindecker Schauflüge zeigte, seine Maschine zum „Konkurrenz-Fliegen“ überführte. Der Flugplatz war Ende Oktober 1909 Austragungsort des 1908 von Karl Lanz gestifteten Wettbewerbes Lanz-Preis der Lüfte, der von dem Magdeburger Hans Grade mit seiner Grade II Libelle gewonnen wurde. Der erste Deutschlandflug wurde am 11. Juni 1911 vom Flugplatz Johannisthal aus gestartet. Am 29. September 1911 verunglückte hier der Luftfahrtpionier Paul Engelhard tödlich.
Am 17. Oktober 1913 ereignete sich auf dem Flugplatz Johannisthal mit 28 Toten das für viele Jahre schwerste Unglück in der Luftschifffahrt, als der Marine-Zeppelin LZ 18 Feuer fing und abstürzte. Hunderttausende Zuschauer strömten zu der spektakulären Flugveranstaltung des französischen Starpiloten Adolphe Pégoud am 25. Oktober 1913 zum Flugplatz Johannisthal, bei der er unter anderem Messer-, Rücken-, Sturzflug, Rolle und Looping vorführte.
Der erste Dauerflug über mehr als 24 Stunden wurde vom 10. bis 11. Juli 1914 vom Albatros-Werkspiloten Reinhold Böhm mit einer Albatros B.I vom Flugplatz Johannisthal aus durchgeführt.
In Johannisthal sammelte sich vor dem Ersten Weltkrieg eine bunte Mischung von Flugpionieren, um ihre teilweise sehr skurrilen Konstruktionen zu testen. Bekannt geworden ist beispielsweise Melli Beese, nach der heute in der Nähe des Flughafens eine Grundschule und eine Straße benannt sind.

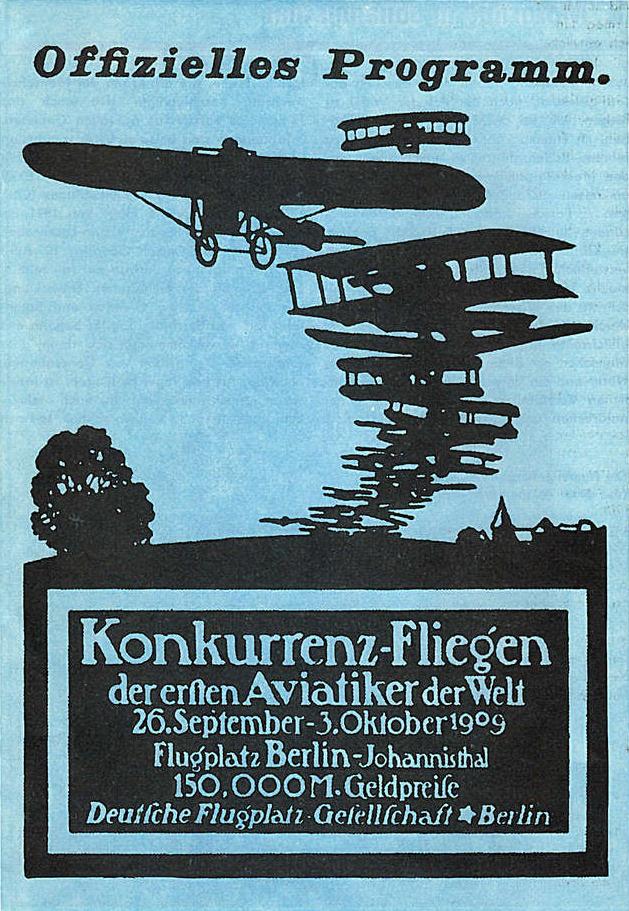
Deckblatt des Programms zur Inbetriebnahme des Flugplatzes ab dem 26. September 1909
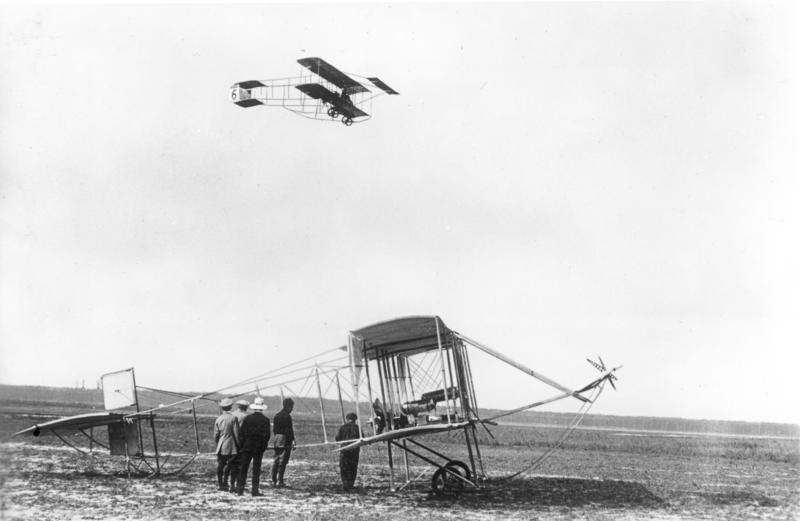
Flugplatz Berlin-Johannisthal, 1910
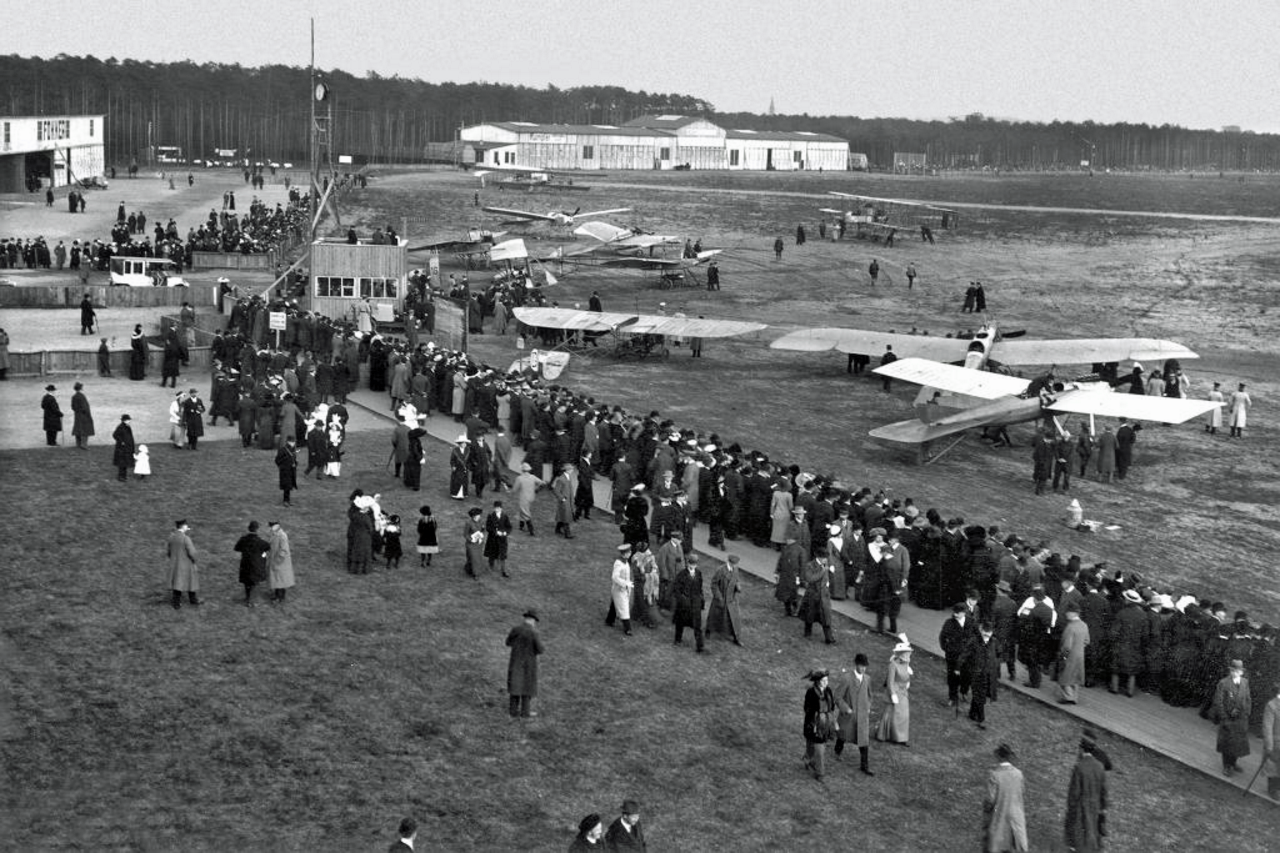
Am Startplatz des Flugplatzes, nach Februar 1912
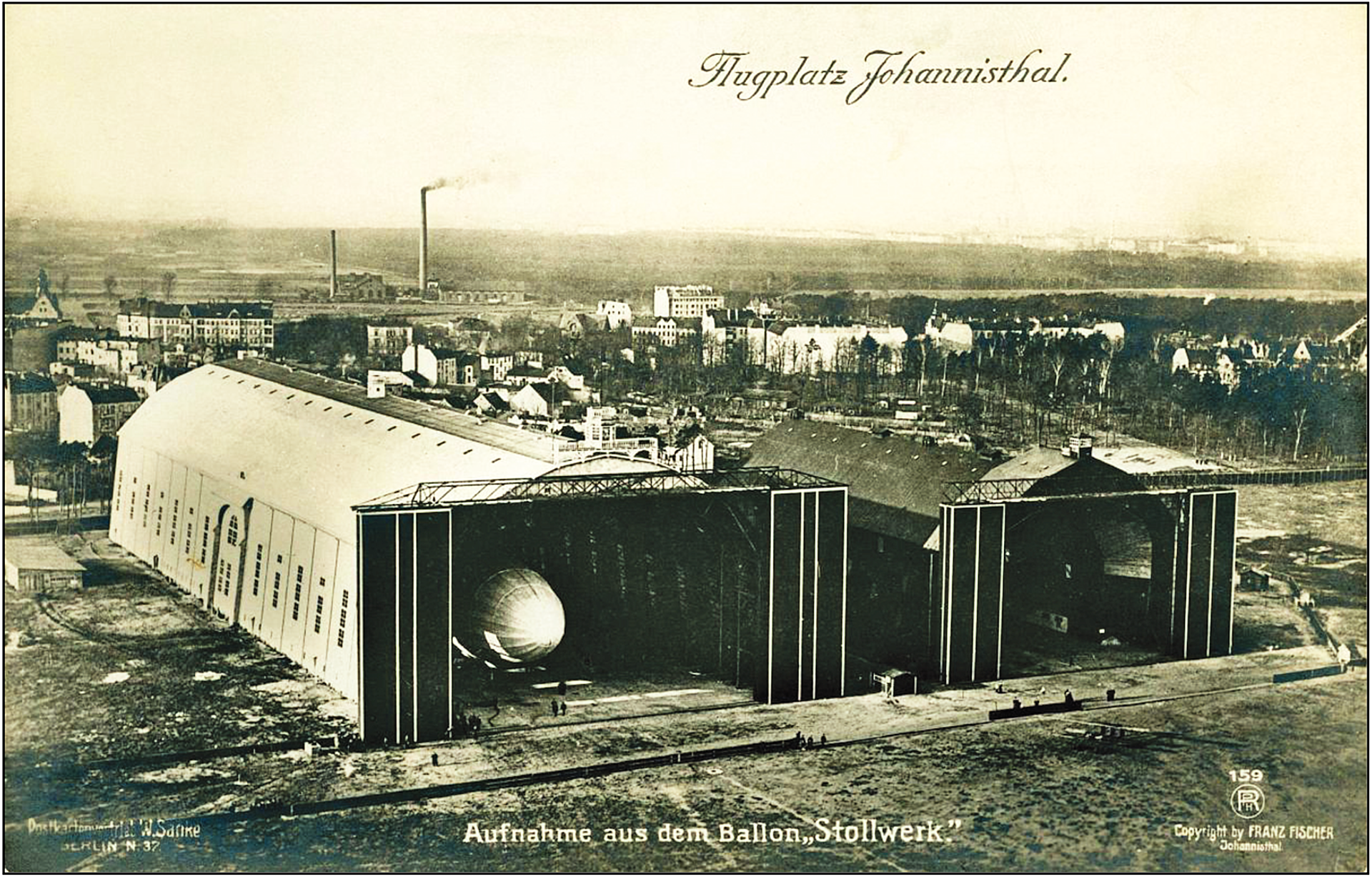
Die Luftschiffhallen in Berlin-Johannisthal. Die Parseval-Halle (rechts) ist am 10. Oktober 1915 abgebrannt, Foto um 1912
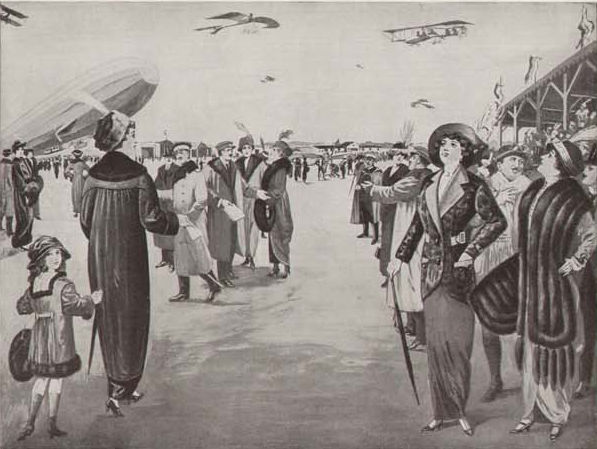
Gesellschaftlicher Treffpunkt: Flugplatz Johannisthal in einer Werbung, 1913

#### Unternehmen und Einrichtungen
Am Flugplatz siedelten sich bis 1914 folgende Unternehmen und Einrichtungen an:
- Flugmaschine Wright – Flugzeugbau und Fliegerschule, Frühjahr 1909
- Albatros-Werke – Flugzeugbau und Fliegerschule, Dezember 1909
- Luftschiffhallen – Stationierung von Parseval- und Zeppelin-Luftschiffen, Baubeginn 1909
- Luftfahrtbetriebs-GmbH – Passagier- und Reklamefahrten mit Parseval-Luftschiffen, Flugzeugbau und Fliegerschule, 1910–1911
- Harlan-Werke – Flugzeugbau und Fliegerschule, 1910
- Rumpler-Luftfahrzeugbau GmbH – Flugzeugbau und Fliegerschule, Oktober 1910
- Paul Schwandt – Fliegerschule, 1911
- E. Jeannin Flugzeugbau – Flugzeugbau und Fliegerschule, Februar 1912
- Deutsche Versuchsanstalt für Luftfahrt – Luftfahrtforschung, April 1912
- Luftverkehrsgesellschaft (LVG) – Flugzeugbau und Piloten-Schule, 1912
- Fokker Aeroplanbau Flugzeugbau, 1912
- Ago Fluggesellschaft – Flugzeugbau und Fliegerschule, 1912
- Luftfahrzeug-Gesellschaft – Flugzeugbau und Fliegerschule, 1913[12]
- Allgemeine Fliegerschule – Fliegerschule
- Bruno Hanuschke – Fliegerschule
- Johannisthaler Filmgesellschaft AG
- Luftfahrerschule Berlin-Adlershof des Deutschen Luftflottenvereins – Lehrräume, Montage und meteorologische Beobachtungen[13]

Die Zahl der Einrichtungen und rund um Johannisthal angesiedelten Unternehmen stieg auch durch die Protektion des Kriegsministeriums von 1914 bis 1918 merklich an. Es kam dadurch auch zu baulichen Erweiterungen, deren Zuordnungen nicht vollständig bekannt sind. Nach Kriegsende wurden in erheblichem Umfang Verschrottungsmaßnahmen durchgeführt. Zu den bekannten zusätzlichen Erweiterungen zählt:
- Mercur Flugzeugbau, auf Plänen von 1916 verzeichnet, spätere Erweiterung mit mehreren Hallen sowie Reparatur und Flugschule.

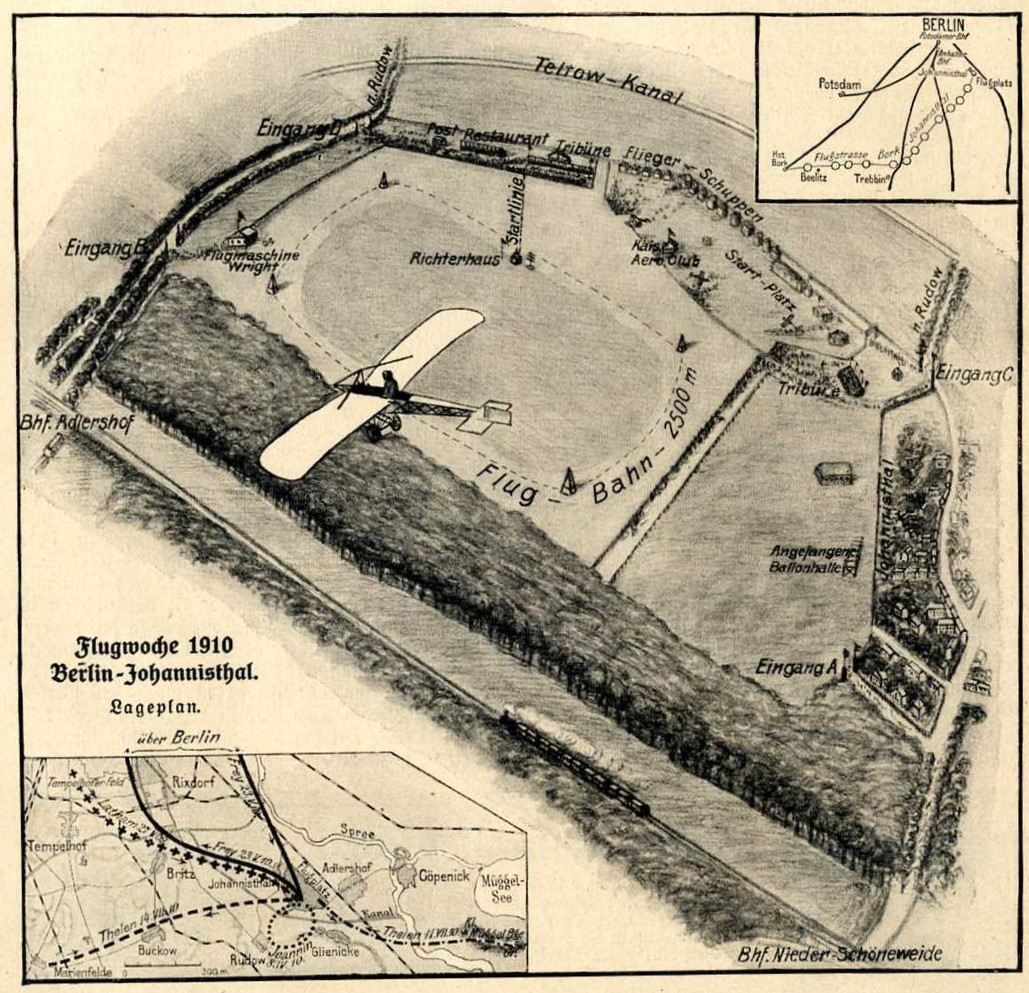
Lageplan 1910
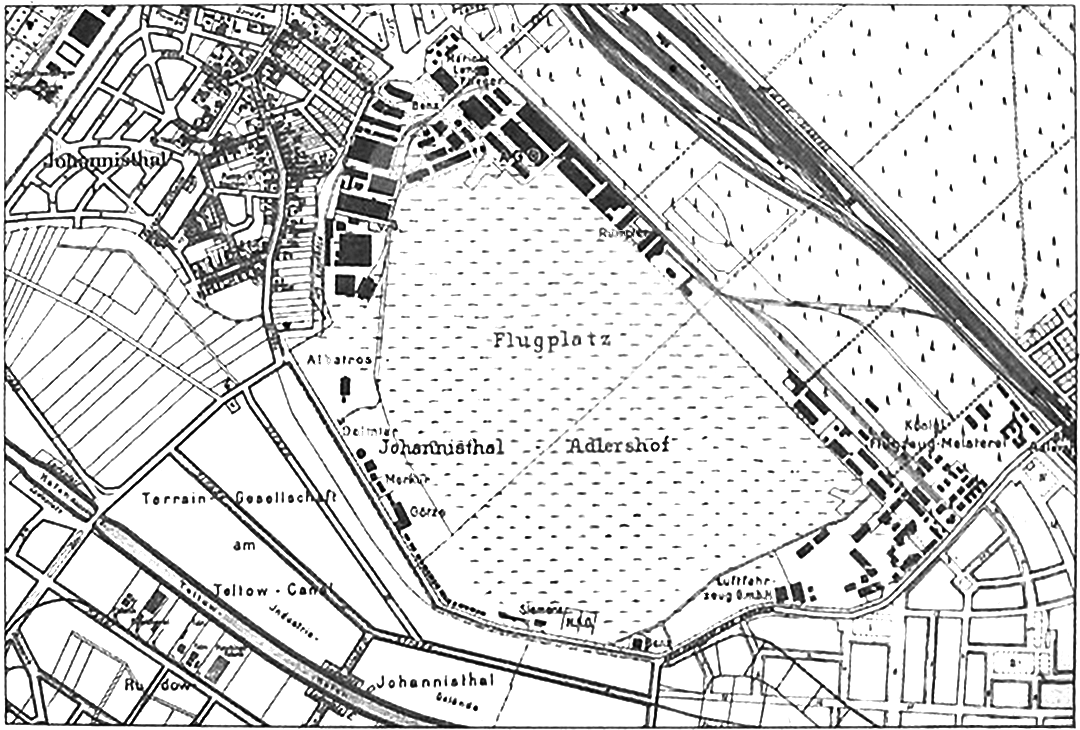
Lageplan 1916
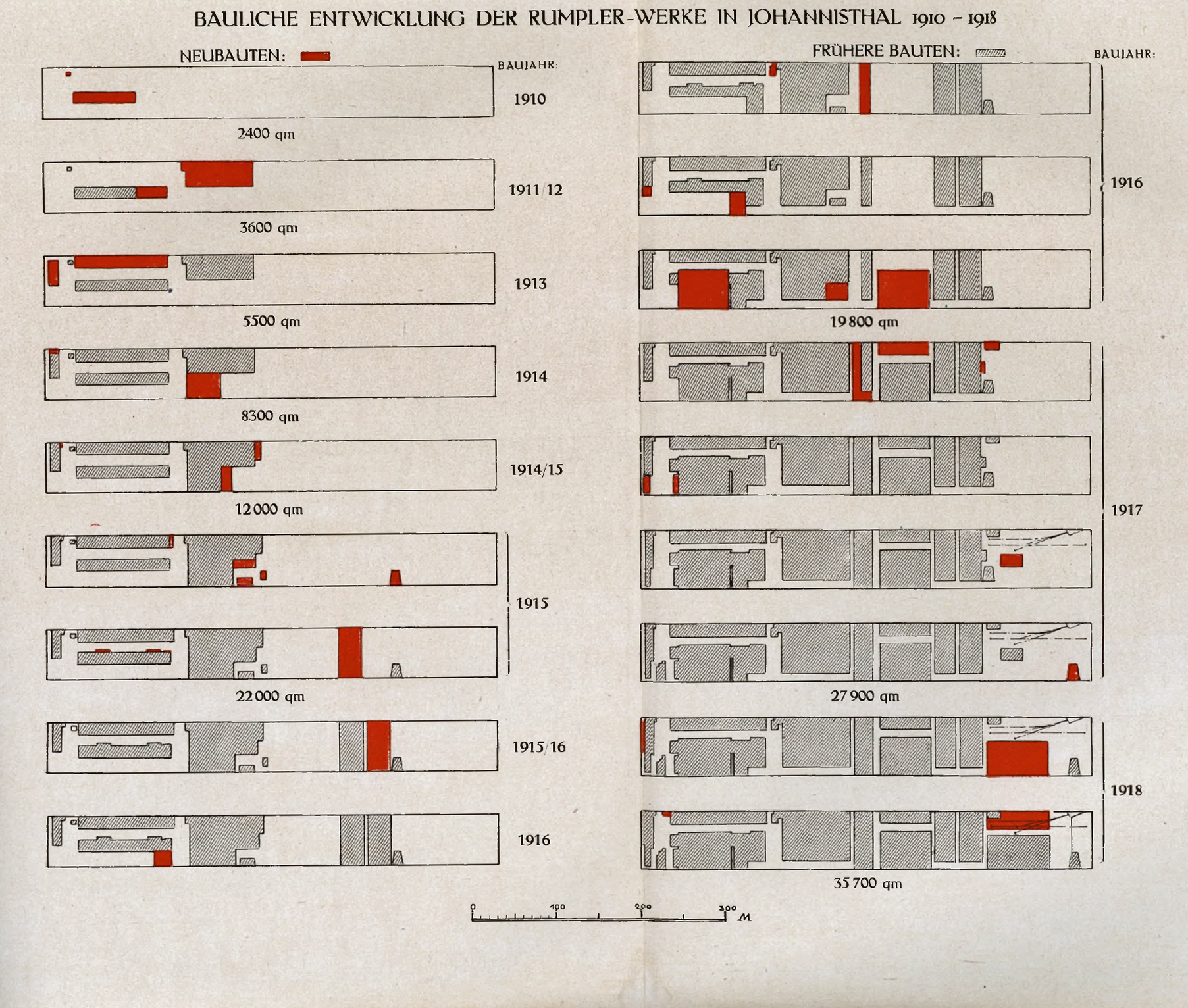
Bauliche Entwicklung der Rumpler-Werke

### Erster Weltkrieg

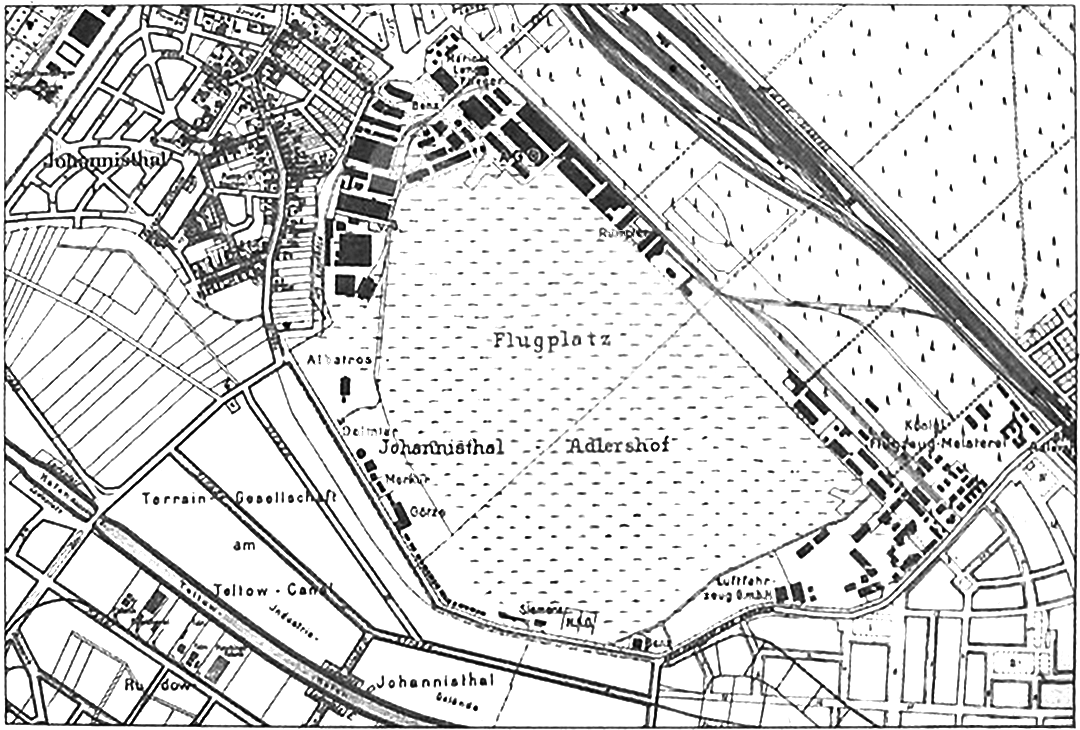
Karte des Flugplatzes im Ersten Weltkrieg, um 1916

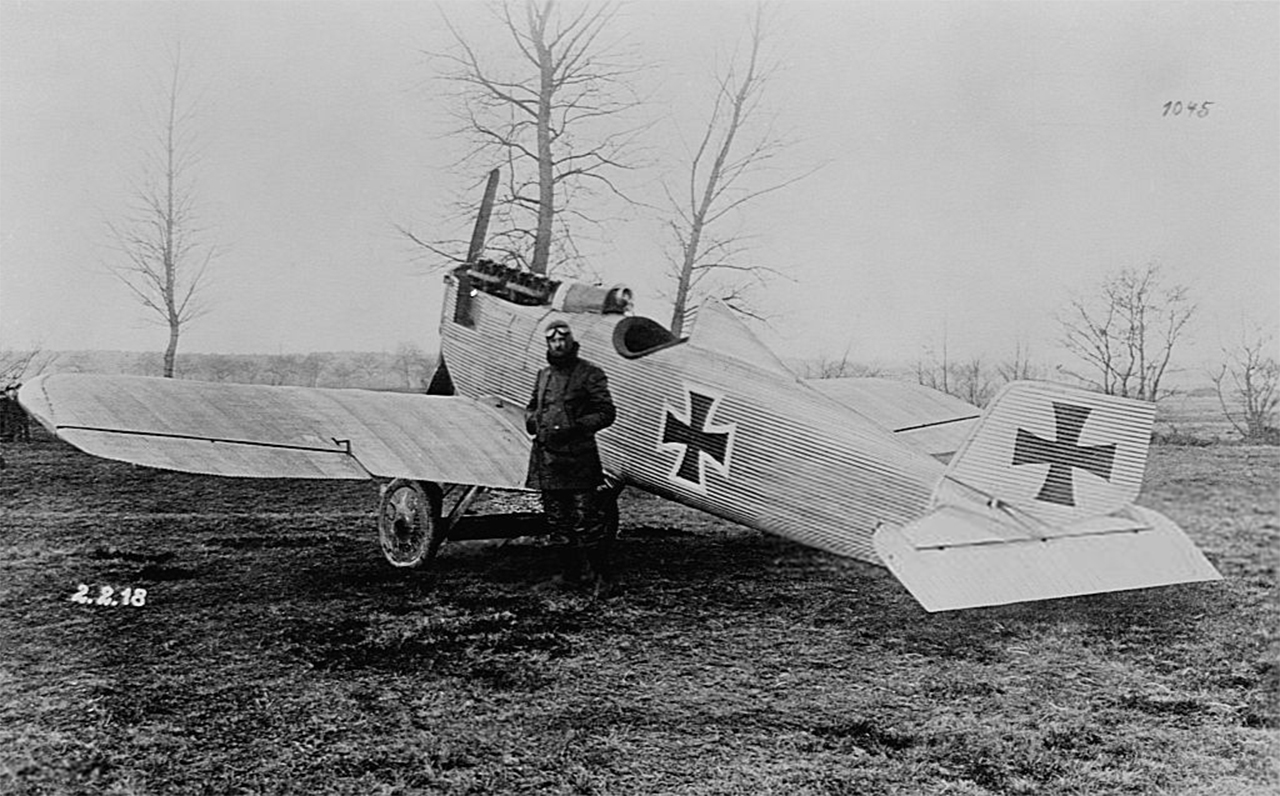
Die Junkers J 7 am 2. Februar 1918 beim Vergleichsfliegen

#### Industrielle Flugzeugfertigung
Mit dem Ausbruch des Ersten Weltkriegs im Jahr 1914 wurden die Befugnisse der Flugplatzgesellschaft aufgehoben und der Flugplatz wurde rein militärisch genutzt. Die industrielle Fertigung von Aufklärungs- und Kampfflugzeugen in den verschiedenen Werken am Flugplatz wurde rasch vorangetrieben. Zum Abtransport der großen Stückzahlen fertiger Maschinen wurde bis 1916 ein Gleisanschluss bis zu den Albatros-Werken gelegt, der dann in den Jahren 1917/1918 als Ringbahn um das Flugfeld ausgebaut wurde.
Über 25 Prozent der rund 48.000 im Ersten Weltkrieg in Deutschland produzierten Flugzeuge wurden von Herstellern am Flugplatz geliefert:
| Hersteller                      | Stückzahl |
| ------------------------------- | --------- |
| AGO/AEG                         | 620       |
| Albatros                        | 6.242     |
| Götze                           | 16        |
| Luftfahrzeug-Gesellschaft (LFG) | 800       |
| Luftverkehrsgesellschaft (LVG)  | 2.400     |
| Rumpler                         | 2.806     |
| Sablatnig                       | 30        |
| Summe                           | 12.914    |

#### Vergleichsfliegen
Neben der Werkflugplatzfunktion diente der Flugplatz während des Kriegs als Flugzeug-Erprobungsstelle der Fliegertruppe. Um leistungsfähige Jagdflugzeuge („D-Flugzeuge“) von den Herstellern zu erhalten, veranlasste die Heeresleitung auf dem Flugplatz im Jahr 1918 drei D-Flugzeug-Wettbewerbe (in der Literatur auch oft Vergleichsfliegen in Berlin-Adlershof genannt), bei denen die besten Piloten der Front die neuen Baumuster testeten. Die Vergleichsfliegen fanden im Januar/Februar, Juni/Juli und im Oktober 1918 statt. Aus dem Vergleichsfliegen vom 28. Januar bis zum 3. Februar 1918 ging die vom Gegner gefürchtete Fokker D.VII als Sieger hervor.

### Weimarer Republik und Nationalsozialismus

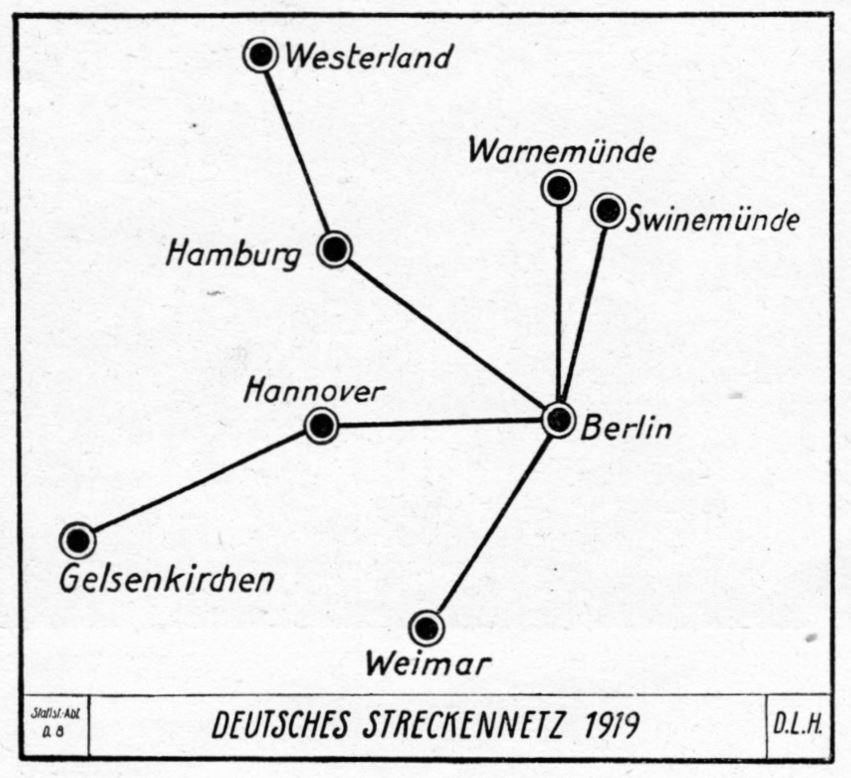
Flugstreckennetz Deutschland 1919 (Deutsche Luft-Reederei) von Berlin

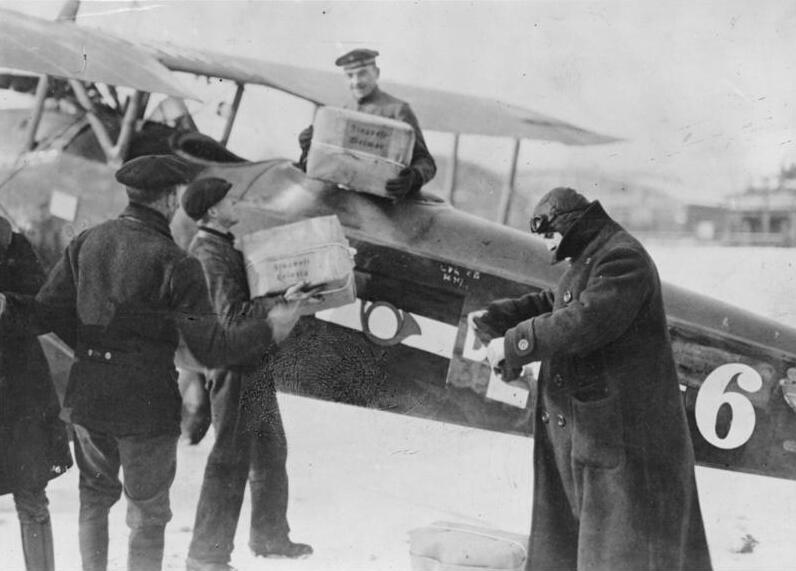
Beförderung von Flugpost (1919) zwischen Weimar und Berlin

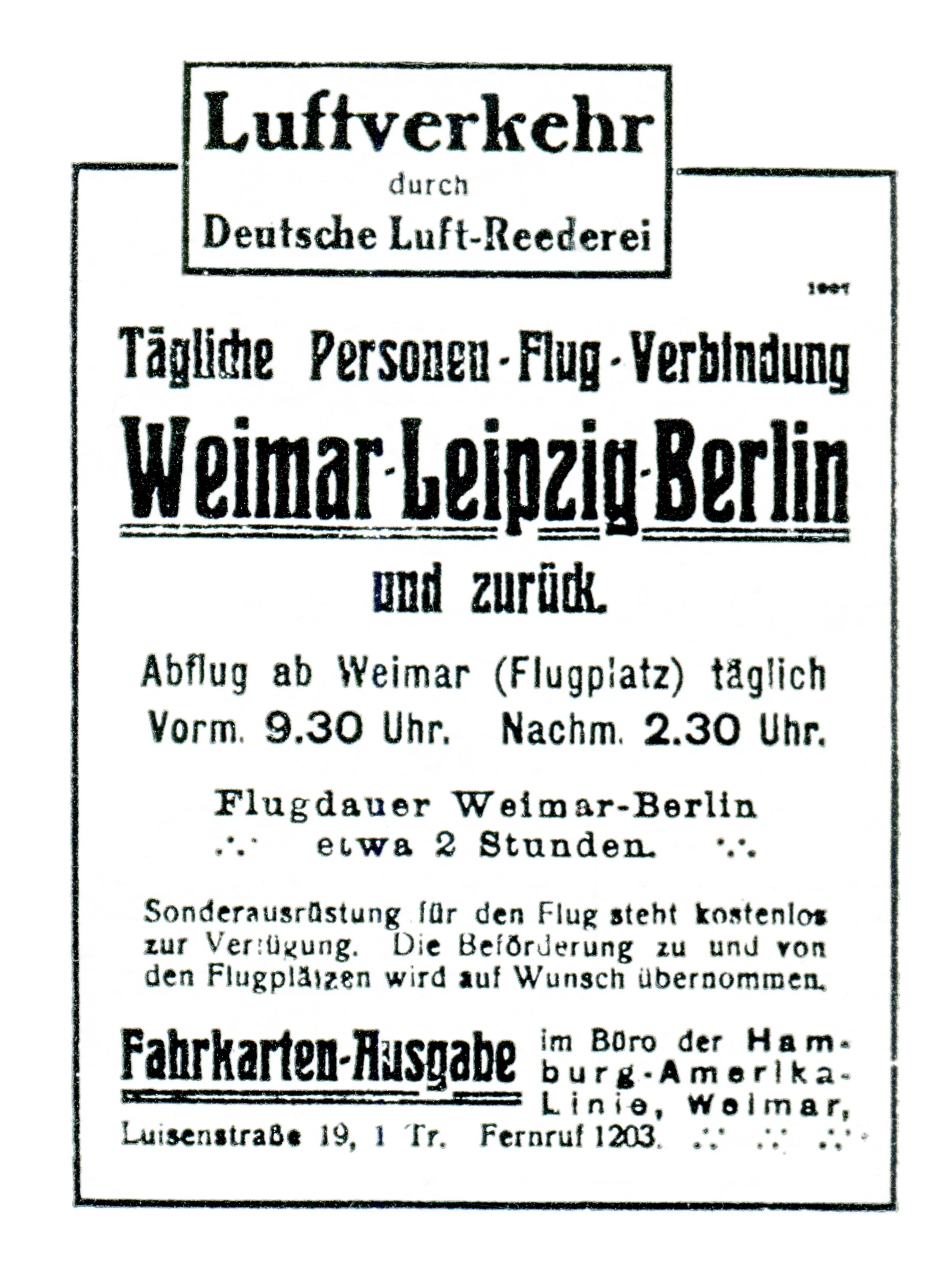
Plakat Deutsche Luft-Reederei Weimar-Leipzig-Berlin, 1919

Unmittelbar nach dem Ersten Weltkrieg begann in Berlin-Johannisthal am 5. Februar 1919 die Geschichte der zivilen Luftpost in Deutschland. Von diesem Tag an starteten dort zweimal täglich Flugzeuge der Deutschen Luft-Reederei, um Postsendungen – vor allem Zeitungen – zum Flugplatz Weimar-Lindenberg in Weimar, dem Tagungsort der verfassunggebenden Nationalversammlung zu transportieren. In den ersten Monaten ihres Bestehens durften nur die Abgeordneten der Nationalversammlung diese Flugpostverbindung in Anspruch nehmen. Die Linie Berlin-Weimar gilt als die erste zivile Fluglinie Deutschlands, eine der ersten Fluglinien der Welt, die von Flugzeugen betrieben wurde.
Als 1923 der Flughafen Tempelhof eröffnete, sank die zivile Bedeutung des Flugplatzes stark ab. In der Zeit des Nationalsozialismus wurde Johannisthal als Versuchsfeld für die geheime Aufrüstung der Wehrmacht genutzt; u. a. von der dort ansässigen Deutschen Versuchsanstalt für Luftfahrt (DVL).
Firmen in dieser Zeit:
- Preußische Motoren-Werke (um 1929)
- Rüstungsproduktion Flugzeugwerk Johannisthal GmbH (übernommen 1943 von Helmut Horten und Wilhelm Reinold).[18]
- Bücker Flugzeugbau (1934–1936)[19]
- Henschel Flugzeug-Werke (ab 1933)[20]
- Focke-Wulf Flugzeugbau (1931–1939)[21]

Am 23. April 1945 wurde das Gelände von Einheiten der sowjetischen 1. Belorussischen Front besetzt und bis Kriegsende von Schlacht- und Jagdfliegereinheiten der 16. Luftarmee genutzt.

### Seit Kriegsende
Nach dem Krieg betrieben ihn ein Jahr lang sowjetische Fliegerkräfte der GSSD, bis zu deren Umzug auf den Flughafen Berlin-Schönefeld. Je weiter Schönefeld ausgebaut wurde, desto weniger Nutzen hatte der alte Flugplatz; er verwaiste. Am 9. September 1995 fand auf dem Flugplatz Johannisthal eine Flugveranstaltung statt (dabei verunglückte der deutsche Astronaut Reinhard Furrer tödlich). 1995 wurde er offiziell geschlossen.
Unternehmen in dieser Zeit:
- VEB Motorenwerk Johannisthal (um 1960)
- VEB Kühlautomat Berlin-Johannisthal (1950–1991)
- Kühlautomat Berlin GmbH (1991–1996)
- GEA (1996–2004)
- Werkhallen ungenutzt (seit 2004)[23]

## Umnutzung

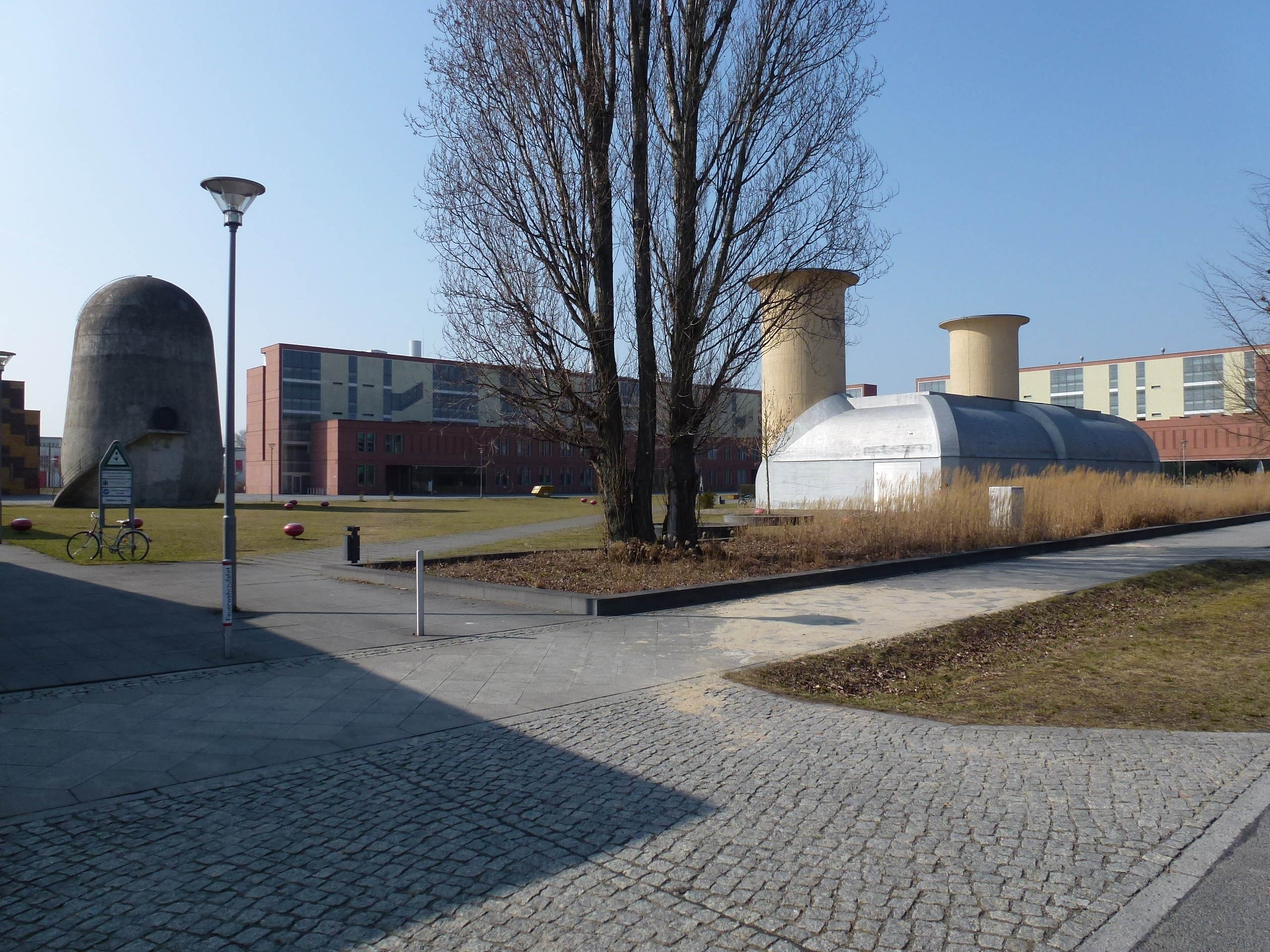
Aerodynamischer Park, 2012

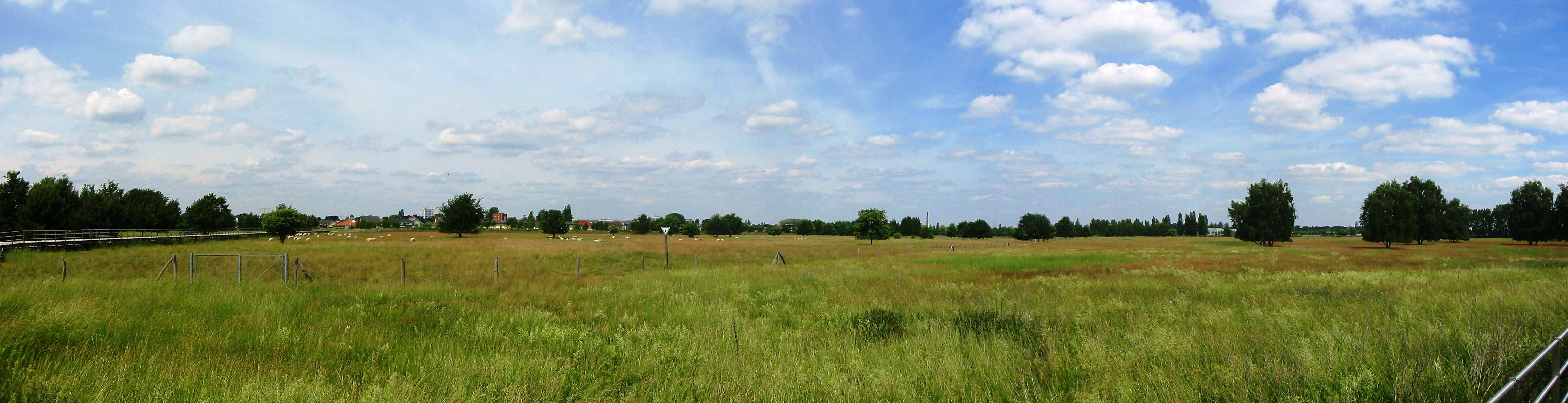
Panorama Landschaftspark Johannisthal/Adlershof, 2013

Heute befindet sich auf dem südlichen Geländeteil unter anderem der Aerodynamische Park als Teil des Campus der Humboldt-Universität sowie der WISTA. Der Name des Platzes weist auf den besonderen Charakter und die historische wie architektonische Bedeutung durch die prägnanten und dominierenden Baudenkmale der ehemaligen Deutschen Versuchsanstalt für Luftfahrt e. V. hin.
Das mittlerweile entstandene grüne Biotop auf der Fläche der ehemaligen Start- und Landebahn ist in eine Parklandschaft integriert worden, die nach einem Wettbewerb seit den späten 1990er Jahren entstand. Die rund 65 Hektar große Fläche des Landschaftsparks Johannisthal/Adlershof ist als Landschaftsschutzgebiet (LSG 48) sowie im zentralen Bereich als Naturschutzgebiet (NSG 35) ausgewiesen, jeweils unter der Bezeichnung „Ehemaliges Flugfeld Johannisthal“.